# Úrihegy megállóhely
Úrihegy megállóhely egy Bács-Kiskun vármegyei vasúti megállóhely Kecskemét településen, a MÁV üzemeltetésében. A névadó külterületi településrész közelében helyezkedik el, az 5218-as út mellett.

## Vasútvonalak
A megállóhelyet az alábbi vasútvonalak érintik:
- Budapest–Kecskemét-vasútvonal

## Megközelítése tömegközlekedéssel
- Busz:  15, 15D, 29

## Kapcsolódó állomások
A megállóhelyhez az alábbi állomások vannak a legközelebb:
- Hetényegyháza vasútállomás (Budapest–Kecskemét-vasútvonal)
- Miklóstelep megállóhely (Budapest–Kecskemét-vasútvonal)

## Forgalom
| Járat | Útvonal | Gyakoriság                                   |
| ----- | --- | -------------------------------------------- |
| S21   | Budapest-Nyugati – Zugló – Kőbánya alsó – Kőbánya-Kispest – Kispest – Pestszentimre felső – Pestszentimre – Gyál felső – Gyál – Felsőpakony – Ócsa – Inárcs-Kakucs – Dabas – Gyón – Hernád – Örkény – Táborfalva – Felsőlajos – Lajosmizse – Lajosmizse alsó – Klábertelep – Felsőméntelek – Méntelek – Alsóméntelek – Nagynyír – Hetényegyháza – Úrihegy – Miklóstelep – Kecskemét-Máriaváros – Kecskemét alsó – Kecskemét | Hétvégén 3 Budapest felé és 4 Kecskemét felé |
| S210  | (Táborfalva → Felsőlajos →) Lajosmizse – Lajosmizse alsó – Klábertelep – Felsőméntelek – Méntelek – Alsóméntelek – Nagynyír – Hetényegyháza – Úrihegy – Miklóstelep – Kecskemét-Máriaváros – Kecskemét alsó – Kecskemét | Munkanapokon napi 2 pár                      |
| S210  | Hetényegyháza – Úrihegy – Miklóstelep – Kecskemét-Máriaváros – Kecskemét alsó – Kecskemét | Munkanapokon 9 pár                           |